# Campionati italiani assoluti di scherma del 1937
I Campionati italiani assoluti di scherma del 1937 sono stati organizzati dalla Federazione Italiana Scherma.
Nel fioretto, si sono aggiudicati i titoli dei campionati italiani Ugo Purcaro, alla sua prima vittoria, e Ada Biagini, alla sua terza affermazione..
Il titolo della spada è andato a Mario Visconti, mentre quello della sciabola a Giuseppe Perenno, per entrambi si è trattato del primo successo.

## Podi

### Uomini
| Specialità  | Oro              | Argento | Bronzo |
| Individuali |                  |         |        |
| Fioretto    | Ugo Purcaro      | -       | -      |
| Spada       | Mario Visconti   | -       | -      |
| Sciabola    | Giuseppe Perenno | -       | -      |

### Donne
| Specialità  | Oro         | Argento | Bronzo |
| Individuali |             |         |        |
| Fioretto    | Ada Biagini | -       | -      |